# Copa Árabe Sub-17
La Copa Árabe Sub-17 es un torneo de fútbol a nivel de selecciones sub-17 del mundo árabe organizado por la UAFA. La primera edición se jugó en 2011.

## Palmarés
| Año          | Sede           | Campeón           | Final Resultado   | Subcampeón        | Tercer lugar             | Resultado                | Cuarto lugar             |
| ------------ | -------------- | ----------------- | ----------------- | ----------------- | ------------------------ | ------------------------ | ------------------------ |
| 2011 Detalle | Arabia Saudita | Arabia Saudita    | 4:3               | Siria             | Sudán                    | 2:1                      | Argelia                  |
| 2012 Detalle | Túnez          | Túnez             | 3:0               | Irak              | Marruecos                | 1:0                      | Yemen                    |
| 2014 Detalle | Catar          | Irak              | 2:0               | Arabia Saudita    | Yibuti                   | 3:3 (3:2 pen.)           | Catar                    |
| 2021 Detalle | Marruecos      | Edición cancelada | Edición cancelada | Edición cancelada | Edición cancelada        | Edición cancelada        | Edición cancelada        |
| 2022 Detalle | Argelia        | Argelia           | 1:1 (4:2 pen.)    | Marruecos         | y Arabia Saudita y Yemen | y Arabia Saudita y Yemen | y Arabia Saudita y Yemen |

## Títulos por equipo
En cursiva, se indica el torneo en que el equipo fue local.
| Equipo         | Campeón  | Subcampeón | Tercer lugar | Cuarto lugar | Semifinales |
| -------------- | -------- | ---------- | ------------ | ------------ | ----------- |
| Irak           | 1 (2014) | 1 (2012)   |              |              |             |
| Arabia Saudita | 1 (2011) | 1 (2014)   |              |              | 1 (2022)    |
| Argelia        | 1 (2022) |            |              | 1 (2011)     |             |
| Túnez          | 1 (2012) |            |              |              |             |
| Marruecos      |          | 1 (2022)   | 1 (2012)     |              |             |
| Siria          |          | 1 (2011)   |              |              |             |
| Yibuti         |          |            | 1 (2014)     |              |             |
| Sudán          |          |            | 1 (2011)     |              |             |
| Yemen          |          |            |              | 1 (2012)     | 1 (2022)    |
| Catar          |          |            |              | 1 (2014)     |             |

## Goleadores por edición
| Temporada | Jugador       | Club           | Goles     |
| --------- | ------------- | -------------- | --------- |
| 2011      | Sin datos     | Sin datos      | Sin datos |
| 2012      | Sherko Karim  | Irak           | 7         |
| 2014      | Moussa Hassan | Yibuti         | 6         |
| 2022      | Talal Haji    | Arabia Saudita | 7         |

## Mejor jugador
| Jugador       | Selección | Año  |
| ------------- | --------- | ---- |
| Sin datos     | Sin datos | 2011 |
| Sherko Karim  | Irak      | 2012 |
| Amir Sabah    | Irak      | 2014 |
| Meslem Anatof | Argelia   | 2022 |

## Desempeño
| Equipo          | 2011 | 2012 | 2014 | 2021 | 2022 | Años |
| --------------- | ---- | ---- | ---- | ---- | ---- | ---- |
| Argelia         | 4º   | GS   | ×    |      | 1º   | 3    |
| Baréin          | ×    | ×    | ×    |      | ×    | 0    |
| Yibuti          | ×    | ×    | 3º   |      | ×    | 1    |
| Egipto          | ×    | ×    | ×    |      | QF   | 1    |
| Comoras         | ×    | ×    | ×    |      | GS   | 1    |
| Irak            | GS   | 2º   | 1º   |      | QF   | 4    |
| Kuwait          | GS   | ×    | ×    |      | ×    | 1    |
| Líbano          | ×    | ×    | ×    |      | GS   | 1    |
| Libia           | ×    | GS   | ×    |      | GS   | 2    |
| Mauritania      | ×    | GS   | GS   |      | GS   | 3    |
| Marruecos       | GS   | 3º   | ×    |      | 2º   | 3    |
| Omán            | ×    | GS   | ×    |      | GS   | 2    |
| Palestina       | GS   | ×    | GS   |      | GS   | 3    |
| Catar           | ×    | ×    | 4º   |      | ×    | 1    |
| Arabia Saudita  | 1º   | GS   | 2º   |      | SF   | 4    |
| Somalia         | ×    | ×    | ×    |      | ×    | 0    |
| Sudán           | 3º   | GS   | GS   |      | QF   | 4    |
| Siria           | 2º   | ×    | ×    |      | GS   | 2    |
| Túnez           | ×    | 1º   | ×    |      | QF   | 2    |
| Emiratos Árabes | ×    | ×    | ×    |      | GS   | 1    |
| Yemen           | ×    | 4º   | ×    |      | SF   | 2    |
| Total           | 8    | 10   | 7    | 16   | 16   |      |

### Simbología
| - 1º – Campeón - 2º – Finalista - 3º – 3º Lugar - 4º – 4º Lugar - SF – Semifinales | - GS – Fase de grupos - q – Clasificado - × – No participó - – Anfitrión |